# Arturo Sandoval

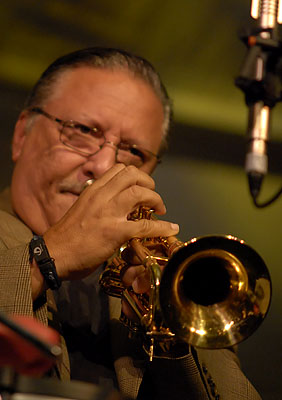
Sandoval (2008)

Arturo Sandoval (* 6. November 1949 in Artemisa, Kuba) ist ein US-amerikanischer Jazz- und Fusionmusiker kubanischer Herkunft (Trompeter, Flügelhornist, Pianist, Keyboarder und Perkussionist).

## Leben und Wirken
Der Sohn eines Automechanikers hatte bereits im Alter von zwölf Jahren Unterricht an der Trompete; mit 15 begann er ein Studium an der nationalen Schule der Künste (Escuela Nacional de Arte) in Havanna, das er 1967 abschloss. Sandoval strebte zunächst eine Karriere im Bereich der klassischen Konzertmusik an, wo er mit dem BBC Symphony Orchestra und dem Leningrad Symphony Orchestra auftrat und die Anerkennung von Kollegen wie Maurice André und Adolph Herseth fand. Bereits 1967 gehörte er aber zu den Gründungsmitgliedern des Orquesta Cubana de Musica Moderna, aus dem sich 1973 die Band Irakere entwickelte, der er bis 1981 angehörte. 1976/77 arbeitete er mit David Amram; 1977 lernte Sandoval sein Idol Dizzy Gillespie kennen, der sein Mentor wurde und mit ihm bei Konzerten in Kuba auftrat. Seit 1981 war er unter eigenem Namen aktiv und spielte in Kuba seine ersten Platten unter eigenem Namen ein (Turi 1981, Arturo Sandoval 1982). Er ging auf erfolgreiche Tourneen mit seiner Band Cuban Jazz Masters nach Europa und Südamerika; zwischen 1982 und 1984 wurde Sandoval zum besten Instrumentalisten Kubas gekürt. 1986 entstand in Madrid für das deutsche Latin-Label Messidor das Album Tumbaito; ein Live-Mitschnitt aus Ronnie Scott’s Jazz Club in London erschien unter dem Titel No Problem. In London nahm er auch ein Studioalbum mit dem Pianisten Chucho Valdés auf. Ab 1989 spielte er drei Jahre lang in Gillespies United Nation Orchestra.
Der Trompeter machte keinen Hehl daraus, dass er mit Fidel Castro befreundet und darum Empfänger von Privilegien war; er bewohnte ein luxuriöses Haus in Havannas Diplomatenviertel. Trotzdem musste er vor jedem Auslandskonzert mühselige Ausreisebewilligungen einholen. Im Juli 1990, während einer längeren Europa-Tournee, setzte er sich in die US-amerikanische Botschaft in Rom ab; sein Freund Dizzy Gillespie half Sandovals Familie schließlich bei der Flucht aus Kuba. Nicht zuletzt durch seine Hilfe erlangte Arturo Sandoval 1990 in den USA Asyl für sich und seine Familie und ließ sich in Miami nieder. Seit 1999 ist er US-amerikanischer Staatsbürger.
Schon vor seiner Ankunft hatte Sandoval in den Vereinigten Staaten durch einige Latin-Alben Aufmerksamkeit erregt; 1991 führte dies zu einem Plattenvertrag bei einem der Major Labels, bei dem Fusionlabel GRP Records, auf dem sein passenderweise Flight to Freedom betiteltes Album erschien, das seine stilistische Bandbreite vorführte. Unterstützt wurde er dabei u. a. von Chick Corea, Danilo Pérez, Anthony Jackson und Dave Weckl.
In den 1990er Jahren arbeitete er mit seiner afro-kubanischen Band, mit der eine Reihe von GRP-Alben entstand. 1991 nahm Sandoval, u. a. mit Ernie Watts, Kenny Kirkland und Charnett Moffett, ein Clifford-Brown-Tributalbum auf. Anfang 1996 entstand u. a. mit Clark Terry, Michael Brecker, Mike Stern und Joey Calderazzo das nostalgische Album Swingin’ mit Bebop- und Hardbop-Reminiszenzen. In dieser Zeit war er auch als Professor an der Florida International University tätig. In den 2000er Jahren verlagerte er als Pianist und Keyboarder seine Aktivitäten auf die Produktion von Smooth-Jazz-Alben für Label wie Warner Brothers und Columbia Records (My Passion for the Piano). 2009 trat er mit der WDR Big Band Köln als Trompeter mit dem Programm Mambo Nights auf. 2012 erhielt er für sein Dizzy-Gillespie-Tributalbum Dear Diz (Every Day I Think Of You) (Concord Jazz) den Grammy Award in der Kategorie Bestes Latin-Jazz-Album.
Im Laufe seiner Karriere arbeitete Arturo Sandoval u. a. mit Billy Cobham, Celia Cruz, Peter Erskine, Stan Getz, Dave Grusin, Herbie Hancock, Woody Herman, Michel Legrand, T. S. Monk, James Moody Chico O’Farrill, Bill Watrous sowie dem Komponisten John Williams und dem Boston Pops Orchestra. 1988 war er Mitglied von George Gruntz Concert Jazz Band.
Nach dem Urteil von Ian Carr ist Sandoval ein ausgezeichneter Virtuose mit außergewöhnlichem Tonumfang, einer brillant-schnellen Technik und einer übermenschlich anmutenden Kondition; gelegentlich sei aber sein Spiel eher von athletisch-technischer Leistungsshow als musikalischer Tiefe geprägt. Auch die Autoren Richard Cook und Brian Morton problematisieren seine häufige Neigung zu Effekthascherei; als Sandovals mit Abstand bestes Werk bezeichnen sie das Clifford Brown-Album I Remember Clifford von 1991. George Gruntz beschrieb Sandovals Ton „wie Blitz und Donner gleichzeitig, kraftvoll, hell und klar.“ Er habe es in Kuba gelernt, so der Trompeter zu Gruntz, „wo er die ersten zwanzig Jahre seiner Karriere immer gegen ein Dutzend Perkussionisten habe anspielen müssen, ohne Mikro. ‚Wenn man da gehört werden will, muss man laut spielen!‘“

## Preise und Auszeichnungen
Sandoval wurde bisher (2022) mit sechs Grammy Awards, sechs Billboard Awards und einem Emmy Award ausgezeichnet. Ende 2013 erhielt er die Presidential Medal of Freedom. 2022 hat er die German Jazz Trophy für sein Lebenswerk erhalten.

## Film-Biografie
Das Leben Arturo Sandovals wurde von Joseph Sargent im Jahre 2000 verfilmt mit Andy García als Arturo Sandoval: Die Jazz Connection (For Love or Country) beschreibt vor allem den politischen Konflikt, dem Arturo Sandoval ausgesetzt war.

## Diskographie
Ausgewählte Titel
- No Problem (Jazz House, 1986)

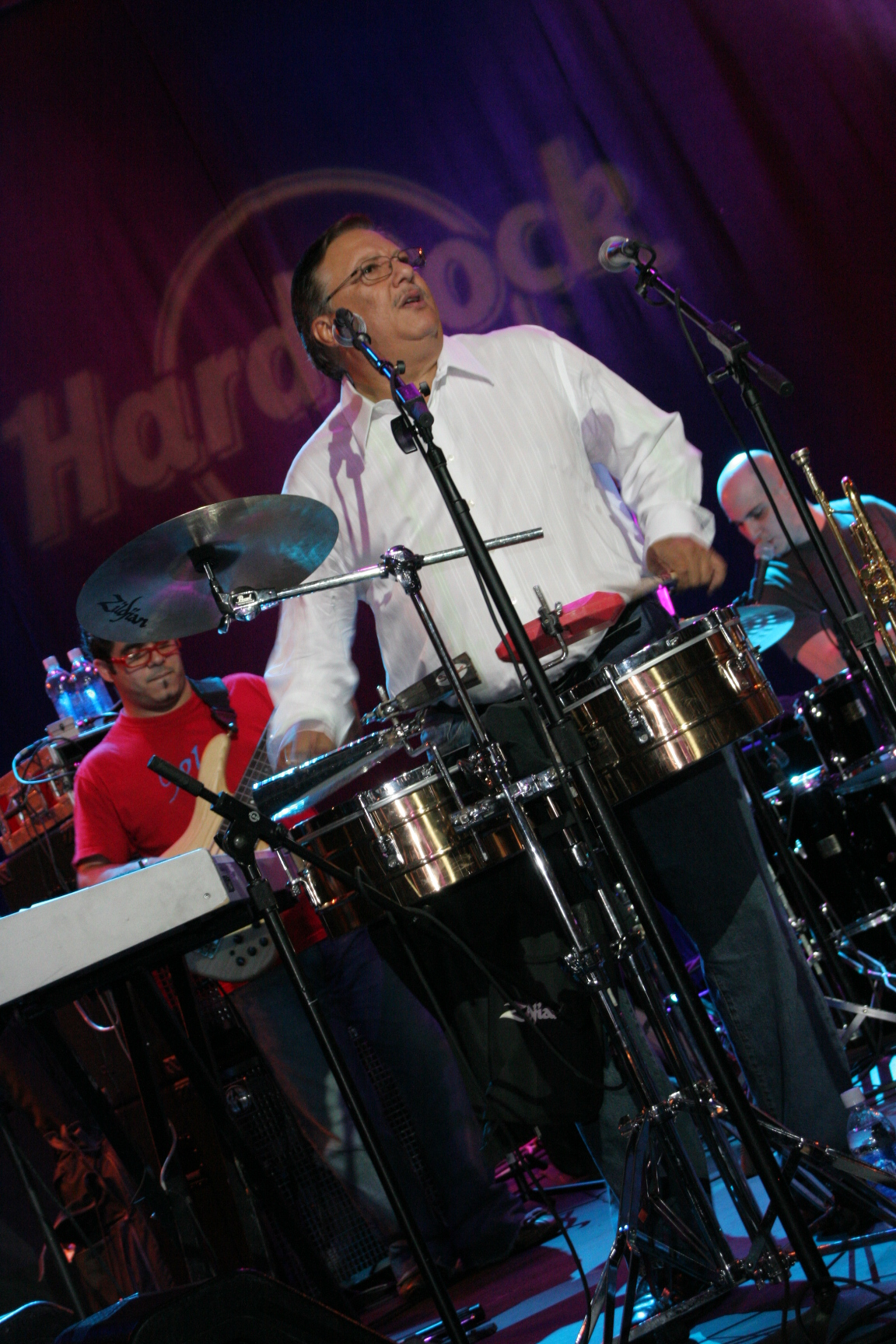
Arturo Sandoval als Perkussionist

- Tumbaito (Messidor/Jazz House, 1988)
- Straight Ahead (Jazz House, 1988) mit Chucho Valdes
- Flight to Freedom (GRP, 1991) mit Chick Corea
- I Remember Clifford (GRP; 1992) mit Ernie Watts, Kenny Kirkland
- Danzon (Dance On) (GRP, 1993)
- Swingin’ (GRP, 1996)